# Francesco Mimbelli (D 561)
«Франческо Мімбеллі» (італ. Francesco Mimbelli (D 561)) — Ескадрений міноносець з керованим ракетним озброєнням типу «Луїджі Дюран де ла Пенне» ВМС Італії 1980-х років

## Історія створення
Есмінець «Франческо Мімбеллі» був закладений 15 листопада 1988 року на верфі «Cantiere navale di Riva Trigoso» в Сестрі-Леванте під назвою «Ардіментозо» (італ. Ardimentoso), на честь міноносця часів Другої світової війни типу «Чіклоне». 
Спущений на воду 13 квітня 1991 року. У 1992 році перейменований на честь італійського адмірала Франческо Мімбеллі.
Вступив у стрій 18 жовтня 1993 року.

## Історія служби
Після вступу в стрій «Франческо Мімбеллі» був включений до складу 2-го морського дивізіону в Таранто.
Він брав участь у різних національних та міжнародних операціях. 
З 31 січня по 1 червня 2003 року брав участь в операції «Нескорена свобода» — Африканський ріг, під час якої ескортував кораблі в Баб-ель-Мандебській протоці.
З 4 по 10 квітня 2005 року, під час похорону папи Івана Павла II брав участь в операції «Grande Evento Jupiter 2005».
Протягом 2009-2009 років корабель пройшов модернізації. З 22 лютого по 1 березня 2011 року, під час громадянської війни у Лівії евакуював 300 цивільних з лівійського порту Брега.
З 7 лютого по 19 серпня 2014 року у складі з'єднання  «Task Force 508» 2-ї постійної військово-морська групи НАТО  брав участь в операції «Ocean Shield» проти сомалійських піратів в Аденській затоці та Індійському океані.
З 29 липня по 30 вересня і з 27 грудня 2015 року по 18 лютого 2016 року брав участь в операції «Mare Sicuro» в центральному Середземномор'ї та Лівійському морі, під час якої врятував 3700 мігрантів.
З 19 вересня по 4 листопада і з 26 грудня 2016 року по 14 січня 2017 року як флагманський корабель, знову брав участь в операції «Mare Sicuro».
3 22 по 29 травня 2017 року брав участь в операції «NAXOS» по забезпеченню безпеки зустрічі «G7» в Таорміні.